# La Plata, Colombia
La Plata är en ort i Colombia.   Den ligger i departementet Huila, i den centrala delen av landet, 300 km sydväst om huvudstaden Bogotá. La Plata ligger 1 020 meter över havet och antalet invånare är 19 275.
Terrängen runt La Plata är kuperad åt nordost, men åt sydväst är den bergig. La Plata ligger nere i en dal. Runt La Plata är det ganska glesbefolkat, med 38 invånare per kvadratkilometer. La Plata är det största samhället i trakten. Omgivningarna runt La Plata är huvudsakligen savann.